# Northwich
Northwich ist eine Stadt und Civil parish in der Unitary Authority von Cheshire West and Chester und in der zeremoniellen Grafschaft Cheshire in England. Es liegt inmitten des Cheshire Plain am Zusammenfluss der Flüsse Weaver und Dane, etwa 29 km (18 mi) östlich von Chester und 24 km (15 mi) südlich von Warrington. 2014 bezeichnete die Zeitung The Sunday Times Northwich als einen der lebenswertesten Orte im Vereinigten Königreich.
In der Gegend von Northwich wurde schon seit römischen Zeiten Salz gewonnen, zunächst durch Salzsieden, später durch Bergbau. Die Stadt ist seit langem von Bergsenkungen betroffen. 2005 bis 2007 wurden die ehemaligen Bergwerke im Stadtgebiet durch Verfüllung stabilisiert.

## Geschichte

### Antike
Zu römischen Zeiten war Northwich als Condate bekannt. Dieser Name wird als Latinisierung eines britannischen Ortsnamens mit der Bedeutung „Zusammenfluss“ interpretiert. Orte gleichen Namens sind besonders aus Gallien bekannt; in Northwich vereinigen sich die Flüsse Dane und Weaver.
Northwich ist in zwei römischen Dokumenten nachgewiesen. Im Itinerarium Antonini, einer Straßenkarte aus dem 3. Jahrhundert, ist es in zwei der 14 Teile aufgeführt: Route II („der Weg vom Wall zum Hafen von Rutupiae“) und Route X („der Weg von Glannoventa nach Mediolanum“). In der Kosmographie von Ravenna aus dem 7. Jahrhundert wird Condate zwischen den Einträgen für Salinae und Ratae Corieltavorum (jetzt Leicester, Leicestershire, damals die Hauptstadt des Stamms der Corielravi) genannt.
Das Interesse der Römer wird der strategisch bedeutenden Flussquerung und dem Salzreichtum der Gegend zugeschrieben. Ein auf das Jahr 70 datiertes römisches Militärlager ist im heute als Castle bekannten Teil der Stadt archäologisch nachgewiesen. Es wurde zusammen mit anderen Befestigungen im heutigen Nordwestengland gebaut, als die Römer von Chester aus nordwärts vorstießen.
Die Beziehung der Stadt zur Salzgewinnung zeigt sich auch im heutigen Ortsnamen. Die Endung „-wich“, die auch in den Namen anderer Städte in Cheshire (Middlewich, Nantwich und Leftwich) vorkommt, wird vom altnordischen wic (Bucht) abgeleitet, das mit der traditionellen Methode der Salzgewinnung durch Eindampfen verbunden wird. Ein Salzgewinnungsbetrieb hieß daher wych-house, und Northwich ist die nördlichste der -wich towns in Cheshire.

### Mittelalter und frühe Neuzeit
Northwich ist im Domesday Book nachgewiesen:

„In the same Mildestuic hundred there was a third wich called Norwich [Northwich] and it was at farm for £8.

There were the same laws and customs there as there were in the other wiches and the king and the earl similarly divided the renders.

… All the other customs in these wiches are the same.

This was waste when (Earl) Hugh received it; it is now worth 35s.“

„In demselben Mildestuic [Middlewich] Hundred war ein drittes wich genannt Norwich [Northwich] und es war bestellt für 8 Pfund.

Dort galten dieselben Gesetze und Bräuche wie in den anderen wiches und der König und der Graf teilten ähnlich die Einnahmen.

… Alle anderen Bräuche in diesen wiches sind dieselben.

Dies war wüste als (Graf) Hugh es erhielt; es ist jetzt 35 Schilling wert.“

Die Grundherrschaft in Northwich übten die Earls of Chester bis zum Aussterben ihrer Familie 1237 aus. Northwich wurde dann zum Krongut, eine adelige Familie durfte gegen eine feste Pacht die Abgaben einnehmen.
Die jahrhundertelange Salzgewinnung wird auch in der Beschreibung der Stadt durch John Leland 1540 erwähnt:

„Northwich is a pratie market town but fowle,

and by the Salters houses be great stakes of smaul cloven wood,

to seethe the salt water that thei make white salt of.“

„Northwich ist eine hübsche Marktstadt, aber schmutzig,
 und an den Salzmacherhäusern sind große Stapel von gespaltenem Kleinholz,
 um das Salzwasser zu sieden, aus dem sie weißes Salz machen.“

Während des Bürgerkriegs wurde Northwich zwischen 1642 und 1643 durch Sir William Brereton befestigt und für die Anhänger des Parlaments besetzt gehalten.
Die Salzlagerstätten unter Northwich wurden in den 1670er Jahren von Angestellten der ortsansässigen Familie Smith-Barry bei der Suche nach Steinkohle im Gelände des Familiensitzes Marbury Hall nördlich der Stadt wiederentdeckt.

### 19. und frühes 20. Jahrhundert

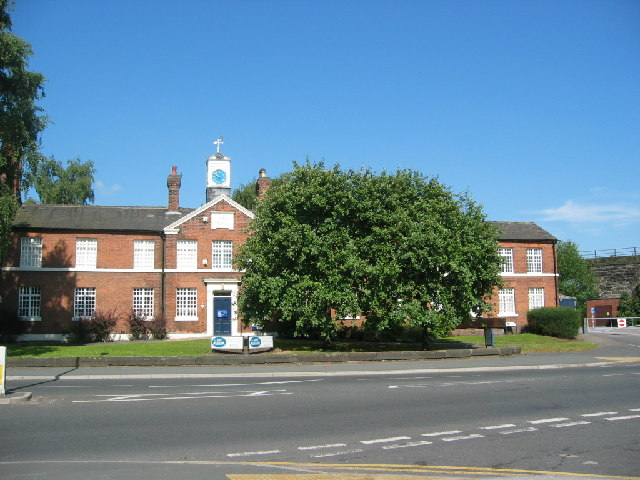
Weaver Hall Museum, früher das Arbeitshaus

Im 19. Jahrhundert wurde der Trockenabbau von Steinsalz unrentabel. Stattdessen wurde zum Nassabbau übergegangen. Salz wurde durch Verdampfung aus der Sole gewonnen.
Das Verfahren verringerte die Standfestigkeit des Gesteins und führte zu Bergsenkungen in der Stadt und ihrer Umgebung. So entstand 1880 der See Witton Flash, als der Fluss Weaver einen Einsturzkrater füllte. Die große Zahl erhaltener Fachwerkhäuser in Northwich wird damit erklärt, dass diese den Bodenbewegungen besser widerstehen konnten als gemauerte Gebäude. Einige Häuser wurden auch auf stählernen Rahmen errichtet, die bei Bodenbewegungen neu ausgerichtet werden konnten.
Im ehemaligen Arbeitshaus befindet sich heute das Salzmuseum.
1874 gründeten John Brunner und Ludwig Mond die Firma Brunner Mond in Winnington und begannen mit der Herstellung von Soda im Ammoniak-Soda-Verfahren nach Solvay, das Steinsalz als Ausgangsstoff verwendet. Bergsenkungsgebiete wurden zur Ablagerung der Abfälle aus der Sodaproduktion verwendet. Diese wurden mit Kränen und auf dem Schienenweg auf „Kalkfeldern“ abgelagert. Die alkalischen Abfälle machten das Land unbrauchbar.
Das erste bekannte Schwimmbad in Northwich, Verdin Baths in der Straße Verdin Park, wurden 1887 anlässlich des Thronjubiläums der Königin Viktoria durch Robert Verdin eröffnet. Es handelte sich um einen Fachwerkbau mit einem 60 ft × 20 ft (etwa 18 m × 6 m) großen gusseisernen Becken und fünf Wannen sowie der Inschrift Cleanliness is next to Godliness (etwa: „Reinlichkeit steht Gottesfurcht nahe“) an der Eingangsseite, der aber für den bestehenden Bedarf nicht ausreichte.
Bergsenkungen führten 1911 zu seiner Schließung; bis dahin hatte es etwa 20.000 Gäste im Jahr, die auch aus Salzwasserbädern gesundheitlichen Nutzen zogen. 1912 wurde es durch eine Firma aus Preston abgerissen.
In der Folge wurden die Northwich Public Baths gebaut. Am 16. September 1913 wurde das Projekt mit Gesamtkosten von 11.732 £ und einer Versicherungssumme von 10.500 £ genehmigt. Brunner Mond & Co lieferten 10.000 Gallonen Salzwasser pro Tag. J. Ernest Franck, ein Londoner Architekt mit Erfahrungen aus dem Bau der Hammersmith Baths in Lime Grove (1907) leitete das Projekt. Schwimmsand unter der Baustelle machte den Bau einer Wanne aus Eisenbeton für zusätzliche 3.000 £ notwendig. Durch den Ausbruch des Ersten Weltkriegs verzögerte auch die feierliche Eröffnung bis zum 28. August 1915. Als der neue Moss Farm Pool eröffnet wurde, schlossen die Salzwasserbäder am 23. Januar 1991.

### Moderne Entwicklungen

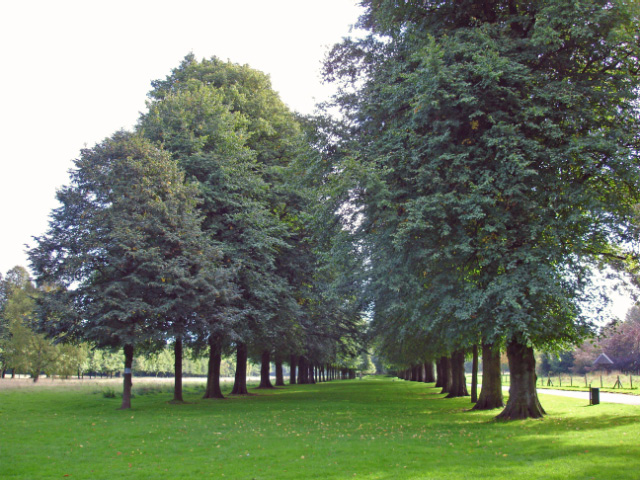
Marbury Country Park

1975 wurde Marbury Country Park als erstes Gebiet rekultiviert und ist zu einem beliebten Erholungsgebiet geworden. 1987 folgte Furey Wood, und in den folgenden Jahren wurden durch die für solche Regenerationsmaßnahmen zuständige Abteilung des Cheshire County Council Anderton Nature Park, Witton Flash, Dairy House Meadows, Witton Mill Meadows, Ashton’s Flash und Neumann’s Flash rekultiviert. Insgesamt wurden 323 ha öffentlichen Landes, die als Northwich Community Woodlands bekannt sind, wiedergewonnen.
Im Februar 2004 wurde mit der Stabilisierung der ehemaligen Salzbergwerke unter Northwich begonnen. 28 Millionen Pfund stellten English Partnerships in ihrem Programm zur Stabilisierung von Land zur Verfügung, das Probleme mit instabilen Bergwerksbauten in ganz England lösen sollte. Die Bergwerke Baron’s Quay, Witton Bank, Neumann’s und Penny’s Lane, deren Senkungen im Stadtzentrum zu Schäden führten, wurden darin einbezogen. Die Stabilisierung umfasste das Auspumpen von Millionen von Litern an Salzwasser und das Einbringen einer Mischung aus Kohlenstaub-Asche, Zement und Salz. Die Arbeiten waren Ende 2007 beendet.
Nach der Stabilisierung der ehemaligen Bergwerke wurden im Rahmen des Projekts Vision for Northwich unter anderem Hayhurst Quay mit einem Waitrose-Supermarkt, einem Sportboothafen mit 40 Liegeplätzen, Freizeiteinrichtungen und einem Wohnblock mit 58 betreuten Wohnungen umgestaltet. Ebenso wurden das alte Gerichtsgebäude und die Memorial Hall abgerissen und durch den Memorial Court, ein Sport-, Kultur- und Freizeitzentrum mit Schwimmhalle (Baukosten 12,5 Millionen Pfund), ersetzt. Außerdem wird Barons Quay für 80 Millionen Pfund zu einem Einkaufs- und Freizeitzentrum mit etwa 28.000 m² Ladenfläche, einem Kino, Restaurants und Cafés, öffentlichen Grünflächen und fast 1200 Parkplätzen umgestaltet, wodurch bis zu 1600 neue Arbeitsplätze geschaffen wurden. Asda und Odeon Cinemas sind Ankermieter. Baubeginn war Ende 2014, die erste Baustufe soll im Herbst 2016 eröffnet werden.

## Verwaltung
Northwich gehört seit langem zu Cheshire. Als 1086 das Domesday Book geschrieben wurde, gehörte Northwich zum Hundred von Middlewich, seit dem 14. Jahrhundert zu einem eigenen Hundreds von Northwich. Diese Änderung war wahrscheinlich im 12. Jahrhundert vollzogen worden. Seit etwa 1288 wird Northwich als Borough bezeichnet, jedoch ist keine Satzung erhalten.
Northwich nahm ursprünglich nur etwa 53.000 m² Fläche am Zusammenfluss von Weaver und Dane ein, östlich davon lag die viel größere Siedlung Witton cum Twambrooks, südlich lag Leftwich, südwestlich Castle Northwich und nordwestlich Winnington.
Die Grundherrschaft in Northwich wurde an 1484 eine Familie Stanley verliehen, aus der die Earls of Derby hervorgingen, und blieb bis zum Ende des 18. Jahrhunderts in den Händen der Familie. In Folge des Local Government Act 1858 kaufte der am 26. Juni 1863 gegründete lokale Gesundheitsrat (Local Board) 1871 das Gut von einem Arthur Heywood Esq. 1875 vereinigten sich die Local Boards von Northwich und Witton cum Twambrooks, 1880 kamen die für Castle Northwich und Teile von Hartford, Winnington und Leftwich hinzu. Am 10. September 1894 wurden diese Gebiete zur Civil parish von Northwich zusammengefasst und danach vom Northwich Urban District Council verwaltet.
1936 wurde die Stadt um Teile von Winnington, Lostock Gralam, Barnton, Leftwich und Rudheath erweitert, 1955 um Teile von Davenham, Hartford, Rudheath und Whatcroft.

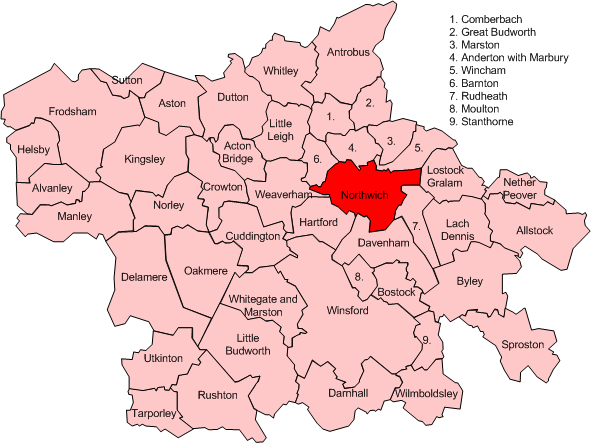
Gebiet des Northwich Town Council im ehemaligen Borough Vale Royal (1972–2009)

Der Local Government Act 1972 ersetzte den Urban District Council (UDC) of Northwich mit dem neuen District (später Borough) Council Vale Royal, der die Gebiete des früheren Northwich Urban District Council, Northwich Rural District Council, Winsford Urban District Council und teilweise des Runcorn Rural District Council umfasst. Northwich Town Council hat nun den Status eines Civil Parish Cuuncil mit den fünf Distrikten Leftwich, Northwich, Castle, Winnington und Witton. Vale Royal Borough Council wurde am 1. April 2009 aufgelöst, und Northwich kam zur neuen Unitary Authority von Cheshire West and Chester.
Von 1885 bis 1983 bestand ein Parlamentswahlkreis Northwich. Northwich wurde dann zwischen den Wahlkreisen Tatton and Eddisbury aufgeteilt, bis 1997 zu den allgemeinen Wahlen der Wahlkreis Weaver Vale eingerichtet wurde. Parlamentsmitglied für Weaver Vale ist seit 2010 Graham Evans (Conservative Party).
Das Stadtwappen trägt den lateinischen Wahlspruch „Sal est Vita“ („Salz ist Leben“).

## Geographie
Northwich liegt in der Cheshire Plain bei 53.255°N und 2.522°W zwischen 5 m bis 12 m über dem mittleren Meeresspiegel. Es ist umgeben von den folgenden Gemeinden (civil parishes, von Norden aus im Uhrzeigersinn gezählt): Anderton with Marbury, Marston, Wincham, Lostock Gralam, Rudheath, Davenham, Hartford, Weaverham, Barnton.
Im Stadtzentrum befindet sich der Zusammenfluss der Flüsse Weaver und Dane. Die Umgebung besteht aus welligem Weideland. Bergsenkungen durch den Einbruch ehemaliger Salzbergwerke führten zur Bildung sogenannter flashes, d. h. von Seen oder Sümpfen gefüllter Senken. Außerdem gibt es in der Umgebung mehrere flache Seen, sogenannte meres, wie Budworth Mere nördlich und Pick Mere nordöstlich der Stadt.
Der Untergrund besteht aus salzhaltigen Schichten des unteren Keuper, aus denen Steinsalz bergmännisch gewonnen wurde. Alluviale Ablagerungen befinden sich in den Flusstälern und bilden im größten Teil des Stadtgebiets die Oberfläche. In der Umgebung der Stadt gibt es Lagerstätten von Geschiebelehm, und glaziale Sande und Kiese finden sich im Nordwesten der Stadt.
Das Klima ist gemäßigt ohne auffallende Temperatur- oder Wetterextreme. Die mittlere Jahrestemperatur und die mittlere Sonnenscheindauer liegen etwas über dem Durchschnitt für das Vereinigte Königreich, während die durchschnittliche Jahresniederschlagsmenge etwas unter dem Landesdurchschnitt liegt. Nur an wenigen Tagen liegt Schnee, obwohl Lufttemperaturen unter 0 °C an einigen Tagen im Jahr vorkommen.

## Einwohnerzahl
1664 wurde für Northwich eine Einwohnerzahl von 560 angegeben. Seit dem 19. Jahrhundert hat sie sich wie folgt entwickelt:
| Einwohnerzahl von Northwich seit 1801 | Einwohnerzahl von Northwich seit 1801 | Einwohnerzahl von Northwich seit 1801 | Einwohnerzahl von Northwich seit 1801 | Einwohnerzahl von Northwich seit 1801 | Einwohnerzahl von Northwich seit 1801 | Einwohnerzahl von Northwich seit 1801 | Einwohnerzahl von Northwich seit 1801 | Einwohnerzahl von Northwich seit 1801 | Einwohnerzahl von Northwich seit 1801 | Einwohnerzahl von Northwich seit 1801 | Einwohnerzahl von Northwich seit 1801 | Einwohnerzahl von Northwich seit 1801 | Einwohnerzahl von Northwich seit 1801 | Einwohnerzahl von Northwich seit 1801 | Einwohnerzahl von Northwich seit 1801 | Einwohnerzahl von Northwich seit 1801 | Einwohnerzahl von Northwich seit 1801 | Einwohnerzahl von Northwich seit 1801 | Einwohnerzahl von Northwich seit 1801 | Einwohnerzahl von Northwich seit 1801 | Einwohnerzahl von Northwich seit 1801 |
| Jahr                                  | 1801                                  | 1811                                  | 1821                                  | 1831                                  | 1841                                  | 1851                                  | 1861                                  | 1871                                  | 1881                                  | 1891                                  | 1901                                  | 1911                                  | 1921                                  | 1931                                  | 1951                                  | 1961                                  | 1971                                  | 1981                                  | 1991                                  | 2001                                  | 2011                                  |
| ------------------------------------- | ------------------------------------- | ------------------------------------- | ------------------------------------- | ------------------------------------- | ------------------------------------- | ------------------------------------- | ------------------------------------- | ------------------------------------- | ------------------------------------- | ------------------------------------- | ------------------------------------- | ------------------------------------- | ------------------------------------- | ------------------------------------- | ------------------------------------- | ------------------------------------- | ------------------------------------- | ------------------------------------- | ------------------------------------- | ------------------------------------- | ------------------------------------- |
| Einwohner                             | 1.338                                 | 1.382                                 | 1.490                                 | 1.481                                 | 1.368                                 | 1.377                                 | 1.190                                 | 1.244                                 | 12.256                                | 14.914                                | 17.611                                | 18.151                                | 18.381                                | 18.732                                | 17.489                                | 19.592                                | 18.136                                | 17.098                                | 18.316                                | 19.259                                | 19.924                                |
| Sources:                              |                                       |                                       |                                       |                                       |                                       |                                       |                                       |                                       |                                       |                                       |                                       |                                       |                                       |                                       |                                       |                                       |                                       |                                       |                                       |                                       |                                       |

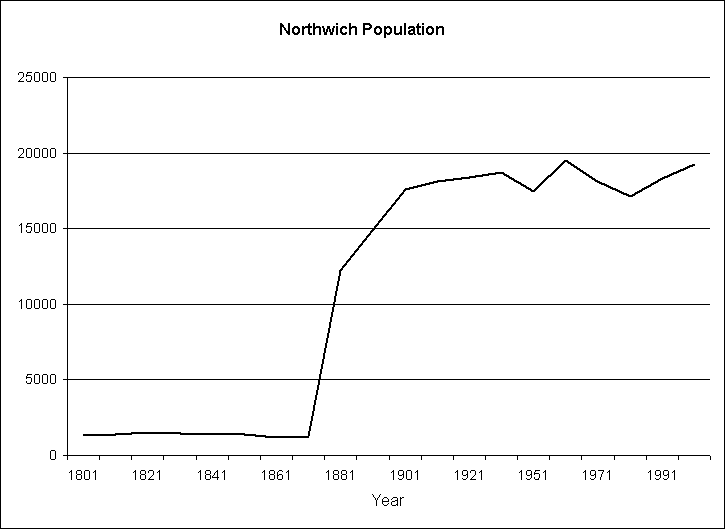
Einwohnerzahlentwicklung von Northwich

Die Zählung von 2001 ergab für Northwich eine Einwohnerzahl von 19259, davon 9761 (50,7 %) männlich und 9498 (49,3 %) weiblich. Es gab 8253 Haushalte mit einer durchschnittlichen Größe von 2.32 Personen, etwas unter dem Landesdurchschnitt von 2.36.
Die Zählung von 2011 ergab für Northwich eine Einwohnerzahl von 19924, davon 9878 (49,6 %) männlich und 10046 (50,4 %) weiblich. Es gab 8808 Haushalte mit einer seit 2001 gewachsenen durchschnittlichen Größe von 2.62.

## Wirtschaft

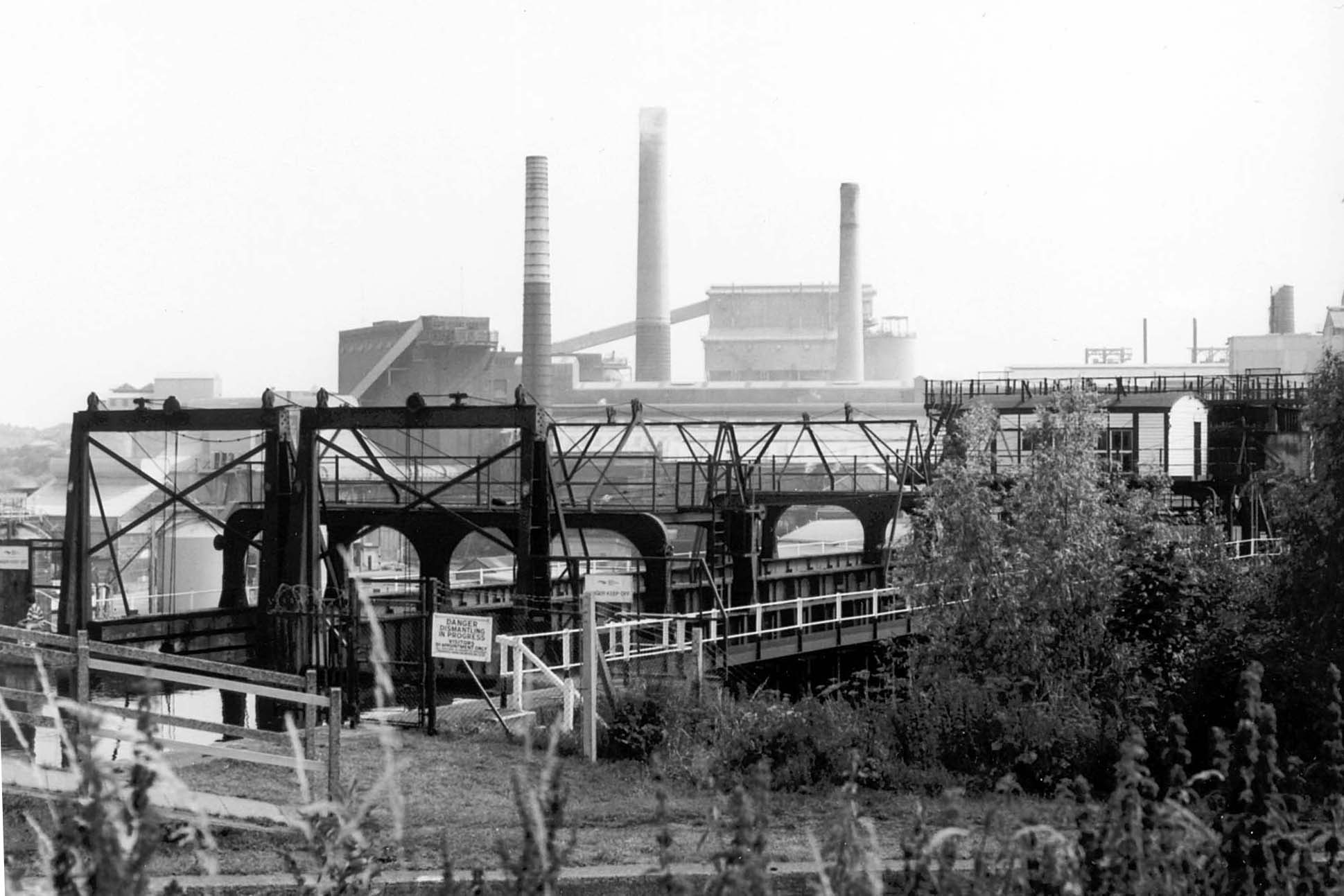
Der ehemalige Betrieb von ICI Winnington Works 1992, vom Schiffshebewerk Anderton aus gesehen

Northwich wird mindestens seit 1535 als Marktort bezeichnet, aber keine diesbezügliche Urkunde ist erhalten. Auch heute gibt es noch einen Markt in der Stadt.
Die Salzgewinnung dominierte die Wirtschaft der Stadt, aber einer Zollliste von 1353 für Fracht, die über die Brücke von Northwich transportiert wurden, führt Waren auf, die auf eine breitere wirtschaftliche Grundlage schließen lassen wie Tierkörper, Häute und Felle, Textilien, Fisch, alkoholische Getränke, Molkereiprodukte, Haushaltswaren, Metalle, Glas oder Mühlsteine. Seit 1332 ist auch eine Schrotmühle belegt, und seit 1343 sogar mehrere Mühlen.
Mit der Salzgewinnung war die chemische Industrie verbunden, die sich auf die drei Standorte von ICI in Winnington, Wallerscote und Lostock konzentrierte. In Winnington wurde 1933 durch Zufall die erste in der industriellen Praxis anwendbare Methode zur Herstellung von Polyethylen entdeckt.
Seit 1887 ist die Großbäckerei Frank Roberts & Sons mit der Stadt verbunden, die jetzt in Rudheath an der A556 basiert ist. Zwei der drei Firmenzweige, Roberts Bakery und The Little Treats Co sind in Northwich basiert, der dritte, Aldred’s The Bakers, in Ilkeston, Derbyshire.
Heute befinden sich zahlreiche Arbeitgeber für die Bevölkerung von Northwich im nahegelegenen Rudheath und in Hartford.
Der Einwohnerzählung von 2001 zufolge hatte Northwich 13.928 Einwohner im Alter von 16 bis 74 Jahren. Von diesen waren 8.908 (64,0 %) als wirtschaftlich aktiv eingestuft, 4.268 (30,6 %) als inaktiv und 455 (3,3 %) als arbeitslos.

## Kultur und Sport
Das viertägige Northwich Festival mit Musik- und Sportveranstaltungen wird jährlich am Bankfeiertag im August und dem Wochenende unmittelbar davor im Moss Farm Sports Complex abgehalten, für einige Jahre war ein Kraftsportwettbewerb die Hauptattraktion am Feiertag selbst. Im April findet das seit 1980 vom örtlichen Radsportklub Weaver Valley CC geförderte Radrennen Cheshire Classic Women’s Road Race als längstes Rennen für Frauen der National Road Race Series von British Cycling mit prominenten Teilnehmerinnen statt.
Im August 2011 wurde das erste Mittelalterfest in Northwich im Verdin Park abgehalten.
Northwich Memorial Hall, 1960 eröffnet, war Gastgeber zahlreicher Veranstaltungen, darunter der Purple Cactus Comedy Club. Sie wurde 2013 für Umbauten geschlossen und durch die 2015 eröffnete umstrittene Memorial Court Facility ersetzt.
Das Harlequin Theatre führt jedes Jahr sechs Stücke auf und beherbergt den seit 1977 bestehenden Northwich Folk Club.
Das 2007 geschlossene und in der Folge abgerissene Kino Regal sollte durch ein neues an Baron’s Quay ersetzt werden. Dies ist jedoch noch nicht geschehen.
Mehrere Einwohner von Northwich waren oder sind Mitglieder von Bands wie Placebo, von der der Soundtrack zum Film Cruel Intentions stammt. Tim Burgess von The Charlatans lebte in Northwich, Manager der Band war ursprünglich Steve Harrison vom Schallplattenladen Omega Music in der Stadt.
Mit James Boag-Munroe, einem fiktiven Geisterjäger in den Büchern des Horror-Autors Stuart Neild, hat Northwich einen eigenen Romanhelden. Im ersten Band mit dem Titel A Haunted Man, der Realität und übernatürliche Phantasie vereint, erlebt Boag-Munroe Abenteuer in den von Spuk heimgesuchten Salzbergwerken unter der Stadt. Auch weitere Bücher desselben Autors, auf denen auch eine Filmserie beruht, spielen in Northwich und Nordwestengland.
Mit dem Northwich Guardian, herausgegeben von Newsquest und der Northwich Chronicle, herausgegeben von Trinity Mirror, hat Northwich zwei lokale Zeitungen. Der Rundfunksender Cheshire FM versorgt das mittlere Cheshire einschließlich Northwich.
Northwich ist Heimstatt der Fußballmannschaften Witton Albion, Northwich Victoria und 1874 Northwich, der Rugby-Union-Mannschaften Northwich RUFC und Winnington Park und des 1962 gegründeten Radsportklubs Weaver Valley CC, zu dessen Mitgliedern der ehemalige Fernsehkommentator Paul Sherwen und der Spitzensportler Alan Kemp gehören. Weaver Valley CC nimmt an Straßenrennen, Zeitfahren (mit einem wöchentlichen Klubrennen während des Sommers), Bahnrennen und Geländefahrten teil. Er unterstützt drei Straßenrennen, eine Serie von Rundenrennen in Oulton Park im Juni sowie den Cat and Fiddle Hill Climb and Cyclo-Cross in September und unternimmt sonntags Trainingsfahrten vom Winnington Park Rugby Club aus. In und um Northwich bestehen auch mehrere Amateur-Cricket-Klubs, darunter Winnington Park CC, Davenham CC, Weaverham CC, Northwich CC und Hartford CC. Der in Wettkämpfen erfolgreiche Schwimmsportklub Northwich Swimming Club wurde zuerst im späten 19. Jahrhundert gegründet.

## Sehenswürdigkeiten und Glaubensstätten

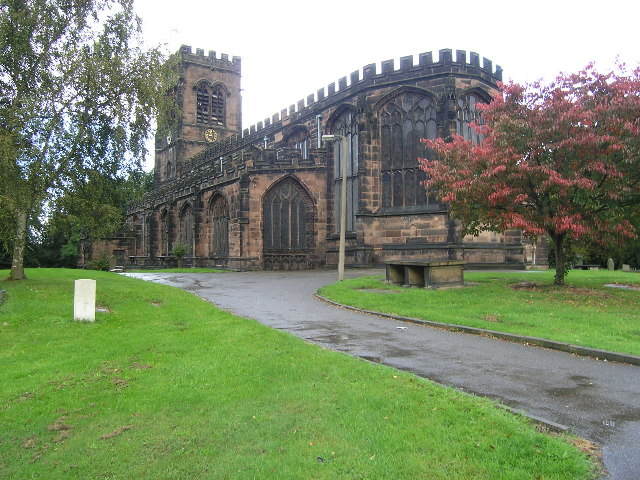
St. Helen Witton Church

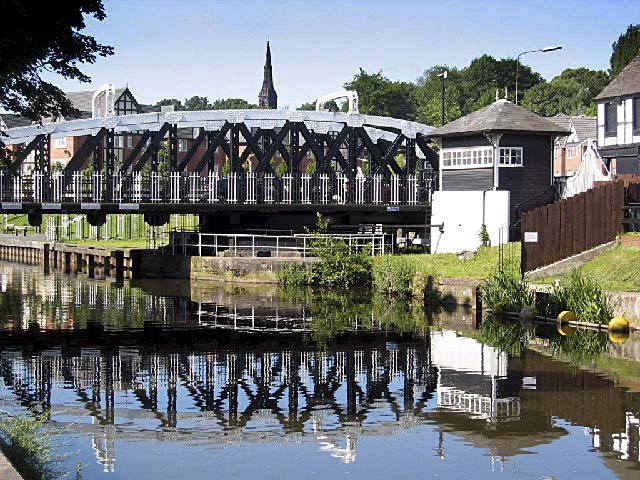
Town Bridge

Stadtpfarrkirche ist St. Helen Witton, ein denkmalgeschütztes Gebäude von internationaler Bedeutung. Sie hatte ihren Ursprung in einer als Chapel of Witton bekannten Filialkirche der Pfarrei Great Budworth, die der örtlichen Bevölkerung diente. Deren Gründungsdatum ist nicht überliefert, jedoch soll sie schon im 13. Jahrhundert existiert haben. Von ihr ist in der heutigen Kirche nichts erhalten geblieben. Für die Datierung der älteren Teile des heutigen Gebäudes gibt es keine urkundlichen Belege, jedoch tragen Steine im Mauerwerk des Vorbaus Inschriften, die Ricardus Alkoke Capellanus zugeschrieben werden. Dieser Name ist aus Dokumenten von 1468 über Landverkäufe in Northwich und Lostock Gralam bekannt, dies erlaubt aber keine akkurate Datierung. Erst am 7. August 1900 wurde die Pfarrei Witton (oder Northwich) aus Teilen der Pfarreien Great Budworth, Davenham und anderen der Umgebung gebildet.
Die römisch-katholische Kirche St Wilfrid wurde 1866 erbaut. Die methodistische Kapelle in Northwich wurde 1990 eröffnet, aber Methodisten gab es in Northwich mindestens schon seit 1774, als John Wesley den Grundstein für die erste Kapelle in der Gegend von London Road legte.
Das Northwich Union Workhouse (Arbeitshaus) öffnete 1837, nachdem das neue Armengesetz von 1834 das System der Armenversorgung in England und Wales standardisierte. Heute befindet sich das Weaver Hall Museum in dem Gebäude.
Das Pumpwerk in Dock Road aus dem Zeitalter Eduards VII. ist ein denkmalgeschütztes Gebäude von nationaler Bedeutung und speziellem Interesse. Es wurde 1913 im Auftrag des Northwich Urban District Council errichtet und pumpte mehr als 60 Jahre lang Abwasser aus Teilen von Northwich zum Klärwerk Wallerscote. Zuvor wurde unbehandeltes Abwasser direkt in den Fluss Weaver geleitet und führte zu weitläufiger Verschmutzung.
Zwei Drehbrücken, Hayhurst Bridge von 1898 und Town Bridge von 1899, überqueren den Weaver in Northwich. Sie wurden von Colonel John Saner entworfen, waren die ersten elektrisch angetriebenen Drehbrücken in Großbritannien und wurden auf Pontons gebaut, um den bergbaubedingten Bodensenkungen zu begegnen.
Nahe dem Zusammenfluss von Weaver und Dane war das nach dem Konkurs der Betreibergesellschaft The Real Hotel Company plc 2009 geschlossene Floatel Northwich, das einzige schwimmende Hotel im Vereinigten Königreich, verankert. Es ist seitdem entfernt worden.

## Verkehr

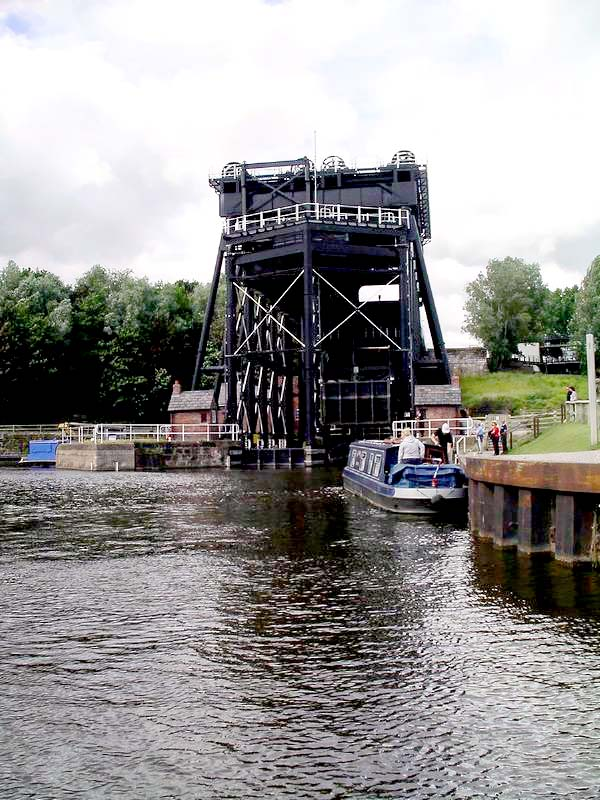
Anderton Boat Lift

In der Vergangenheit spielte der Transport auf dem Wasserweg die wichtigste Rolle. Bis 1732 war der Fluss Weaver zwischen Frodsham Bridge und Winsford Bridge soweit ausgebaut, dass Fahrzeuge bis zu 160 Tonnen bis Northwich Bridge verkehren konnten. Der 1775 eröffnete Trent and Mersey Canal führte wegen Einsprüchen der Treuhänder der Weaver Navigation nördlich an Northwich vorbei, verlief aber in der Nähe von Salzlagerstätten bei Marston, und viele der später eröffneten Salzbergwerke einschließlich der Lion Salt Works lagen am Kanal. Das Schiffshebewerk Anderton wurde 1875 eröffnet und verband Kanal- und Flussverkehr. 2002 wurde es vollständig restauriert und ein Besucherzentrum eingerichtet.
Das Straßennetz um Northwich hat seine Ursprünge in der Römerzeit. Die Hauptstraßen A556 und A559 folgen dem Verlauf der Römerstraße von Chester nach York. Die A556 zweigt heute von der Route der Römerstraße ab und folgt als Umgehungsstraße einem neuen Verlauf südlich der Stadt. Die Straße von Chester nach Manchester wurde 1769 mautpflichtig. Auch die A530, bekannt als King Street verläuft nahe der Stadt und folgt der Route der Römerstraße zwischen Warrington und Middlewich. Die alte Route von Middlewich nach Warrington und dem Norden wurde jedoch durch eine neue über Knutsford ersetzt, die 1753 mautpflichtig wurde. Northwich ist im Norden der Stadt über die A559 mit der Autobahn M56 und östlich der Stadt über die A556 mit der M6 verbunden.
Mit der Strecke der Cheshire Midland Railway aus Knutsford erhielt Northwich 1863 Eisenbahnanschluss. Die West Cheshire Railway baute 1869 ihre Strecke nach Helsby, und Reisezüge von Northwich nach Chester über Delamere verkehrten ab 1875. Die Strecke durch Northwich mit seinem zuletzt 1897 umgebauten Bahnhof ist heute als die Mid-Cheshire Line bekannt und wird von Zügen zwischen Chester und Manchester Piccadilly befahren. Nahegelegene Bahnstationen sind auch Greenbank, ebenfalls an der Mid-Cheshire Line, und Hartford an der West Coast Main Line.
Busverbindungen bestehen zwischen Northwich und mehreren Orten der Umgebung, darunter Weaverham, Hartford, Crewe, Warrington, Kelsall und Chester.

## Bildung

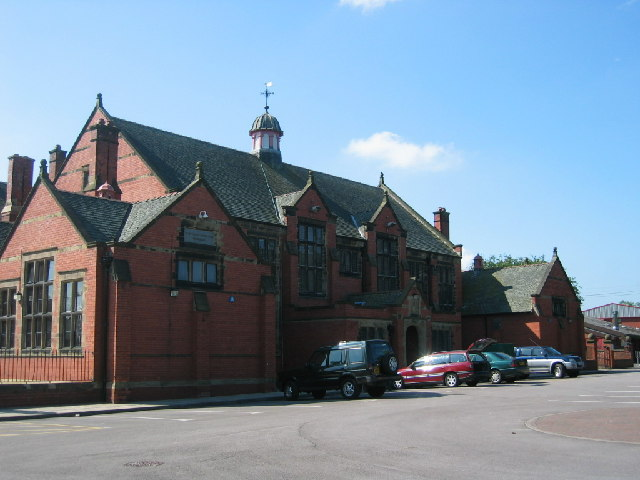
Sir John Deane’s College

1557 wurde in der Nähe der St. Helen Witton Church eine Grammar School gegründet, die als Witton Grammar School bekannt war und 1907/1908 an einen Standort südlich der Stadt verlegt wurde. Aus ihr ging das heutige Sir John Deane’s College, ein Sixth Form College, hervor.
Höhere Bildung wird in Northwich auch durch Mid Cheshire College am Standort London Road vermittelt.
Mit der Grange School besteht in Northwich eine der führenden Independent Schools in Cheshire.
Weiterführende Schulen für Northwich sind County High School Leftwich mit einem Schwerpunkt in Medienkunst, University of Chester Academy Northwich (die frühere Rudheath Community High School), mit einem Schwerpunkt in den darstellenden Künsten und Hartford High School, ferner St. Nicholas Catholic High School in Hartford, die sich durch gute Prüfungsergebnisse auszeichnet.
Es gibt mehrere Grundschulen in unterschiedlicher Trägerschaft, darunter The Grange Junior School, Witton Church Walk CofE Primary School, Victoria Road Primary School, Charles Darwin Community Primary School, Winnington Park Community Primary and Nursery School, St. Wilfrid’s Catholic Primary School, Hartford Manor Primary School, Hartford County Primary School sowie Kingsmead Primary School, die 2005 für den Preis Better Public Building des Premierministers in die engere Wahl gezogen wurde. Rosebank School unterrichtet autistische Kinder von 3 bis 11 Jahren.
Im 19. Jahrhundert wurden mehrere neue Schulen gegründet, und um 1850 bestanden zwölf sogenannte 'academies'im Gebiet von Northwich.
Im November 2005 wurde im Rahmen des Projekts Northwich Vision ein Teil des Bahnhofsgebäudes neu ausgestattet, wobei ein Zentrum für Lebenslanges Lernen mit dem Namen Zone eingerichtet wurde, das Zugang zu einer Reihe von online oder direkt unterrichteten Kursen bietet.

## Persönlichkeiten
- Sue Birtwistle (* 1945), Fernsehproduzentin und Ehrendoktor der University of Chester[57]
- Steve Hewitt (* 1971), 1996–2007 Schlagzeuger der Band Placebo
- Rupert Holmes (* 1947), Komponist, Liedermacher und Autor
- Matthew Langridge (* 1983), Ruderer, wuchs in Northwich auf
- Michael Oakes (* 1973), früherer Torwart für Aston Villa und Wolverhampton Wanderers in der Premier League
- Jennifer Saunders (* 1958), Schauspielerin, Komikerin und Autorin, besuchte Northwich Girls’ Grammar School (heute County High School Leftwich)
- Robert Westall (1929–1993), Schriftsteller und Jugendbuchautor, lebte in Northwich und war Lehrer an Sir John Deane’s Grammar School.[58]
- Jacqueline Yallop (* 1969), Museumskuratorin, Universitätsdozentin für Kreatives Schreiben, Autorin erfolgreicher Romane und kulturgeschichtlicher Sachbücher. Abitur 1987 am Sir John Deane’s College.

## Partnerstädte
Partnerstädte von Northwich sind Dole in Frankreich (seit 1960) und Carlow in Irland.

Zwischen Vale Royal und Rychnov nad Kněžnou in Tschechien bestand bis 2010 eine Partnerschaft.